# Rhitymna tuhodnigra
Rhitymna tuhodnigra là một loài nhện trong họ Sparassidae.
Loài này thuộc chi Rhitymna. Rhitymna tuhodnigra được Alberto Barrion & James A. Litsinger miêu tả năm 1995.